# Гірські ліси Чімалапасу
Гірські ліси Чімалапасу (ідентифікатор WWF: NT0114) — неотропічний екорегіон тропічних та субтропічних вологих широколистяних лісів, розташований на півдні Мексики.

## Географія
Екорегіон гірських лісів Чімалапасу розташований в регіоні Чімалапас на кордоні між мексиканськими штатами Оахака і Чіапас. Він охоплює гори Сьєрра-Атравесада та інші хребти, що складають найзахіднішу частину гір Сьєрра-Мадре-де-Чіапас. Гори регіону простягаються із заходу на схід через південну частину Теуантепецького перешийка, утворюючи вододіл між басейнами Тихого океану на півдні та Мексиканської затоки на півночі. Їх найвищою вершиною є гора Серро-Асул заввишки 2250 м. Численні річки, що стікають з цих гір, утворюють глибокі каньйони. На низьких висотах (на висоті до 1350 м над рівнем моря) в горах регіону переважають вапняки, а на більших висотах — граніти та метаморфічні породи. Ґрунти Чімалапасу неглибокі, кам'янисті, містять велику кількість крейди та складаються з осадового матеріалу.
На півночі гірські ліси Чімалапасу переходять у вологі ліси Петену та Веракрусу, на північному сході — у сухі ліси Чіапаської западини, а в горах на сході — у центральноамериканські сосново-дубові ліси. На південних низовинах, що лежать між горами Чімалапасу та узбережжям Тихого океану, ліси регіону переходять у Південно-Тихоокеанські сухі ліси.

## Клімат
В межах екорегіону переважає мусонний клімат (Am за класифікацією кліматів Кеппена) або саванний клімат (Aw за класифікацією Кеппена). Середньорічна кількість опадів в регіоні становить понад 2500 мм, більшість з яких випадає влітку.

## Флора
В межах екорегіону зустрічаються різні рослинні угруповання, зокрема вічнозелені та напіввічнозелені тропічні ліси, гірські дубові та соснові ліси, дощові ліси та хмарні ліси, що сприяє високому флористичному різноманіттю. У лісах, що ростуть на глибоких ґрунтах на низьких висотах, переважають техаські шовковиці (Morus celtidifolia), бразильські гуананді (Calophyllum brasiliense) та амазонійські терміналії (Terminalia amazonia), а на берегах річок — ушпанапські окотеї (Ocotea uxpanapana) та різноманітні фікуси (Ficus spp.). У вологих високогір'ях та на стрімких схилах зустрічаються ділянки сосново-дубових лісів.
У високогір'ях екорегіону розташований найбільший масив незайманих хмарних лісів у Мексиці та Центральній Америці. Ізоляція хмарних лісів регіону від інших подібних лісів призвела до появи багатьох ендемічних видів та угруповань. У плейстоцені гірські ліси Чімалапасу виступали рефугіумом для багатьох видів рослин і тварин, що додатково сприяло високому рівню ендемізму в регіоні.

## Фауна
Серед великих ссавців, поширених в екорегіоні, слід відзначити білохвостого оленя (Odocoileus virginianus), центральноамериканську мазаму (Mazama temama), ошийникового пекарі (Dicotyles tajacu), центральноамериканського тапіра (Tapirus bairdii) та центральноамериканську коату (Ateles geoffroyi), а також найбільших хижаків Месоамерики — ягуарів (Panthera onca) та пум (Puma concolor). Серед інших поширених в регіоні ссавців слід відзначити оцелота (Leopardus pardalis), какоміцлі (Bassariscus sumichrasti), кінкажу (Potos flavus), білоносу носуху (Nasua narica), мексиканську рудочереву вивірку (Sciurus aureogaster), віргінського опосума (Didelphis virginiana), центральноамериканського волохатого опосума (Caluromys derbianus), дев'ятипоясного броненосця (Dasypus novemcinctus), північного тамандуа (Tamandua mexicana) та ямайського плодоїда (Artibeus jamaicensis).
Орнітофауна екорегіону нараховує понад 280 видів птахів, зокрема рідкісного довгохвостого квезаля (Pharomachrus mocinno), священного птаха месоамериканців, відомого своїм яскравим оперенням. Серед інших птахів, поширених у гірських лісах Чімалапасу, слід відзначити великого кракса (Crax rubra), мексиканську пенелопу (Penelopina nigra), мексиканського голубка (Zentrygon albifacies), мексиканського колібрі-жарокрила (Eupherusa eximia), фіолетового колібрі-шаблекрила (Campylopterus hemileucurus), широкохвостого колібрі-крихітку (Selasphorus platycercus), зеленогорлого колібрі-самоцвіта (Lampornis viridipallens), блакитноголову агиртрію (Saucerottia cyanocephala), чорного орла-самітника (Buteogallus solitarius), рудого сичика-горобця (Glaucidium brasilianum), синьоголового трогона (Trogon caligatus), жовтогорлого тукана (Ramphastos sulfuratus), оливковоголового тукана (Aulacorhynchus prasinus), чорноволу гілу (Melanerpes formicivorus), жовтолобого амазона (Amazona farinosa), рудого грімпаря (Dendrocincla homochroa), північного манакіна-червононога (Chiroxiphia linearis), жовточереву паю (Cyanocorax luxuosus), білогорлого дрозда (Turdus assimilis), панамського дрозда (Turdus plebejus), біловолого тріщука (Henicorhina leucosticta), рудоголового коронника (Basileuterus rufifrons) та білокрилу пірангу (Piranga leucoptera).

## Збереження
Оцінка 2017 року показала, що 278 км², або 13 % екорегіону, є заповідними територіями. Природоохоронні території включають: Біосферний заповідник Сельва-Ель-Очоте та Заповідну зону Ель-Кордон-дель-Ретен.